# Сульфит калия
Сульфи́т ка́лия (химическая формула K2SO3) — химическое соединение, средняя соль калия и сернистой кислоты. Белое кристаллическое вещество моноклинной сингонии, разлагается при нагревании, хорошо растворимо в воде, обладает восстановительными свойствами. Зарегистрирован в качестве пищевой добавки Е225.
Молярная масса равна 158,26 г/моль. Молярная электропроводность при бесконечном разведении при 25 °C равна 291 см·см²/моль.

## Получение
Может быть получен взаимодействием карбоната калия с диоксидом серы:
{\displaystyle {\mathsf {K_{2}CO_{3}+SO_{2}\rightarrow K_{2}SO_{3}+CO_{2}}}}

## Химические свойства
- Как и все сульфиты проявляет восстановительные свойства. Например, в кислой среде легко окисляется перманганатом калия:

{\displaystyle {\mathsf {2KMnO_{4}+5K_{2}SO_{3}+3H_{2}SO_{4}\rightarrow 6K_{2}SO_{4}+2MnSO_{4}+3H_{2}O}}}
- Во влажном воздухе либо при контакте с водой образуется кристаллогидрат, содержащий 2 молекулы воды — K2SO3·2H2O (CAS-номер 7790-56-9).

## Применение
- Используется в качестве консерванта в пищевой промышленности как пищевая добавка E225.

## Безопасность
Управление по санитарному надзору за качеством пищевых продуктов и медикаментов (FDA) в США признаёт сульфит калия как «общепризнанную безопасную» (GRAS) пищевую добавку. По данным Объединённого экспертного комитета ФАО/ВОЗ по пищевым добавкам (JECFA), допустимое суточное потребление (ДСП) сульфита калия составляет 0,7 мг/кг массы тела (в пересчёте с диоксида серы), установленное в 1998 году. Европейское агентство по безопасности продуктов питания (EFSA), проводя оценку безопасности сульфита калия в 2016 году, согласилось с позицией JECFA в отношении количества ДСП.